# Calathostreptus fulvus
Calathostreptus fulvus är en mångfotingart som först beskrevs av Christoph D. Schubart 1960.  Calathostreptus fulvus ingår i släktet Calathostreptus och familjen Spirostreptidae. Inga underarter finns listade i Catalogue of Life.